# Aeolos Kenteris 1
« Liamone II (NGV) » redirige ici. Pour les autres significations, voir Liamone (homonymie).
L’Aeolos Kenteris I est un navire à grande vitesse de la compagnie grecque Nel Lines. Il a été construit par les chantiers Alstom Leroux Naval (Lorient) en 2001. La SNCM l'a affrété sous le nom de NGV Liamone II durant la saison 2010 en remplacement du NGV Liamone. Il a porté également le nom du fleuve corse, le Liamone.
Il peut transporter un millier de passagers et 210 voitures à une vitesse 36 nœuds. Cependant sa vitesse commerciale n'était que de 29 nœuds à la SNCM. Il est retourné à sa compagnie d'origine en octobre 2010.